# Kommunefrit område
Et kommunefrit område betegner et område, der ligger uden for kommuneinddelingen i et land og således ikke er underlagt det sidste niveau i den administrative inddeling. Det betyder også, at området ikke har nogen lokal administration eller folkevalgt forsamling. Kommunefrie områder kan være store ubeboede områder eller militære øvelsesarealer, der er direkte underlagt landets forsvar.
Forekomsten af kommunefrie områder er sjælden i Europa, men findes både i Danmark og Norge. I Danmark hører Ertholmene ikke under Bornholms Regionskommune og Region Hovedstaden, men direkte under Forsvarsministeriet. Som følge heraf betaler de 96 indbyggere (2008) hverken kommuneskat eller sundhedsbidrag. I Norge ligger Jan Mayen og Svalbard udenfor kommunerne, dog har Longyearbyen på Svalbard siden 2004 haft en kommunelignende lokal administration.
I Kongeriget findes der Grønlands Nationalpark og Pituffik Space Base i Grønland.
I USA og Canada kaldes et landområde, der ikke indgår i en kommune "ikke-inkorporeret" (unincorporated area). At inkorporere betyder i denne sammenhæng at danne en kommunal sammenslutning, dvs. en by med egen administration. En ikke-inkorporeret by har altså som regel heller ikke eget bystyre, der eksempelvis kan udskrive skatter. Byen sorterer som regel direkte under et amt (county).
Også i Tyskland forekommer kommunefrie områder (gemeindefreie Gebiete), i alt 247 områder med et samlet areal på 1,2 procent af landets areal og kun 1.854 indbyggere (2004). Det største kommunefrie område er en del af Harzen i Niedersachsen. I Australien findes ikke-inkorporerede områder i Northern Territory, South Australia, Victoria og New South Wales.